# 百載鑪峰
《百載鑪峰》（英語：Archaeology and Antiquities），是由香港電台電視部製作的半小時文化及歷史研究節目。曾於1982年、1984年、2001年及2002年期間製作及播出，主要探討香港歷史發展及文化演變。由香港中文學者何文匯主持。

## 節目簡介及內容
四輯節目均由前麗的電視、佳藝電視及無綫電視藝員，兼香港中文大學中國語言及文學系榮譽教授何文匯主持。節目主要探討香港歷史發展及文化演變，內容涉獵慈善事業、民間信仰、教育發展、交通發展、經濟及貿易、體育發展、歷史文化研究，甚至澳門史研究。
節目旁徵博引，根據大量史籍、歷史文獻、歷史圖片及影片、口述歷史及經主持人和攝製隊親自實地考察目標景點的過程，製作此文化及歷史節目，詳細介紹香港各方面的歷史，包括經濟、社會、文化、外交、戰事等。據香港電台網站載，節目評價甚高，資料詳盡，製作認真，節目甫推出即深受歡迎。
節目題名「百載鑪峰」，「鑪峰」一詞實質指香港山坳爐峰峽。爐峰峽位於香港島的扯旗山和歌賦山之間，為山頂纜車山頂站（凌霄閣）和山頂廣場的所在地，為太平山主要景點的集中地。節目以「鑪峰」命名即以此香港地標作借代香港之用，介紹香港歷史。
節目之主題曲乃由香港作曲家葉賜光於1979年創作之〈東龍島懷想曲〉，此曲乃收錄於葉氏所作《西貢組曲》的其中一首民謠作品，描述西貢東龍島之風光以及西貢沿海景色。

## 各集內容

### 1982年[12][13]
- 9月19日：第一集〈香港史硏究〉 百載鑪峰 --- 香港史研究 (1982) （页面存档备份，存于）
- 9月26日：第二集〈早期居民：祠堂〉早期居民 （页面存档备份，存于）
- 10月3日：第三集〈土地與早期經濟活動：田野〉
- 10月10日：第四集〈中式古建築：沙田曾大屋〉
- 10月17日：第五集〈航運與貿易〉
- 10月24日：第六集〈西方式建築〉
- 10月31日：第七集〈交通發展〉
- 10月31日：第八集〈天主敎與基督敎傳入〉
- 11月7日：第九集〈敎育發展〉
- 11月14日：第十集〈慈善事業〉
- 11月21日：第十一集〈民間信仰〉、民間信仰 （页面存档备份，存于）
- 11月28日：第十二集〈警察與治安〉、警察與治安 （页面存档备份，存于）
- 12月5日：第十三集〈軍隊〉[12]/〈軍備設施〉[14]

### 1984年[13][15]
- 8月26日：第一集〈澳門〉
- 9月2日：第二集〈港澳關係〉
- 9月9日：第三集〈新界墟〉
- 9月16日：第四集〈元朗新舊墟〉 百載鑪峰 --- 元朗新舊墟 (1984) （页面存档备份，存于）
- 9月23日：第五集〈傳統行業〉
- 9月30日：第六集〈客家婦女〉
- 10月7日：第七集〈郵務簡史〉
- 10月14日：第八集〈港元〉
- 10月21日：第九集〈報業滄桑〉
- 10月28日：第十集〈淪陷〉、淪陷 （页面存档备份，存于）
- 11月4日：第十一集〈集中營〉 集中營 （页面存档备份，存于）
- 11月11日：第十二集〈香港島發展〉
- 11月18日：第十三集〈市政百年〉

### 2001年[8]

2001年及2002年《百載鑪峰》第三輯及第四輯片頭標識截圖，節目名稱由何文匯題字。

- 7月28日：第一集〈樓下閂水喉〉（講述香港供水歷史）
- 8月4日：第二集〈時止則止，時行則行〉（講述香港海防設施及鐵路系統歷史）
- 8月11日：第三集〈花月留痕〉（介紹傳統慶典上酬神祭品「花炮」以及早期多用以宣傳商品的「月份牌畫」）
- 8月18日：第四集〈郵長歲月〉（講述香港郵政史）、郵長歲月 （页面存档备份，存于）
- 8月25日：第五集〈幼人之幼〉（介紹香港為青少年提供服務的志願機構）
- 9月1日：第六集〈看得見的歷史〉（介紹早期香港民間攝影師及素描畫家的作品）
- 9月8日：第七集〈龍門風雨〉（講述香港足球運動發展史）、龍門風雨 （页面存档备份，存于）
- 9月15日：第八集〈依稀還認舊歌臺〉（講述香港粵曲曲藝發展史）
- 9月22日：第九集〈同氣連枝〉（講述香港人口史）

### 2002年[9]
- 10月5日：第一集〈我武惟揚〉（講述香港中國武術發展史）
- 10月12日：第二集〈漫畫年代〉（介紹香港漫畫）
- 10月19日：第三集〈飲且食兮〉（介紹香港粵式茶樓及粵式酒樓發展史）
- 10月26日：第四集〈談婚論嫁〉（介紹香港鄉村婚嫁禮儀）
- 11月2日：第五集〈綺羅金翠〉（講述香港旗袍業及金飾業發展史）綺羅金翠  （页面存档备份，存于）
- 11月9日：第六集〈壺中春煦〉（講述香港中藥業發展史）壺中春煦 （页面存档备份，存于）
- 11月16日：第七集〈浮家泛宅〉（講述香港漁業發展史、剖析香港漁民生活）

## 播放資訊沿革
四輯節目均於亞洲電視本港台播出， 其中2001年第三輯由該年7月28日起訂於逢星期六晚上七時三十分播映，並於香港電台網站提供視像直播及重溫（2004年以前）。
2002年第四輯則由該年10月5日訂於逢星期六晚上八時正播映，以及八時三十分於有線電視新聞一台（現稱財經資訊台）播出，並於香港電台網站提供視像直播及重溫（2004年以前）。

## 節目欣賞指數調查
根據香港電台刊物《傳媒透視》資料所載，於2001年進行的電視節目欣賞指數調查顯示，《百載鑪峰》比較同年港台節目欣賞指數排名第8。
2002年，《百載鑪峰》欣賞指數比較同年港台節目欣賞指數排名第18。

## 外部連結
- 歲月‧港台－香港足印－《百載鑪峰》 （页面存档备份，存于）
- 香港電台－經典電視頻道－文教節目－《百載鑪峰》 （页面存档备份，存于）